# Oskarshamn (gemeente)
Oskarshamn is een Zweedse gemeente in Småland. De gemeente behoort tot de provincie Kalmar län. Ze heeft een totale oppervlakte van 2294,5 km² en telde 26.300 inwoners in 2004.
Bij de stad bevindt zich de kerncentrale Oskarshamn.

## Plaatsen
| - Oskarshamn - Påskallavik - Kristdala - Figeholm - Fårbo | - Mysingsö - Emsfors - Bockara - Saltvik - Misterhult | - Vånevik - Björnhult - Mörtfors - Kilen - Skorpetorp |